# Klotar III.
Klotar III. je bil najstarejši sin kralja Nevstrije in Burgundije Klodvika II. in kraljice Baltilde. Po Klodvikovi smrti leta 658 je nasledil njegov prestol pod regentstvom svoje matere, * 652, † 673. 

## Življenje
Pavel Diakon v svoji Zgodovini Langobardov piše, da je v zgodnjih 660. letih frankovska vojska napadla Provanso in nato Italijo. Vojska je prodrla do tabora langobardskega kralja Grimoalda I. Beneventskega v Rivoliju pri Asti in Grimoald je navidezno pobegnil. Franki so izropali njegov tabor in proslavljali zmago, potem pa jih je Grimoald sredi noči napadel in prisilil na vrnitev v Nevstrijo.
Po smrti svetega Eligija leta 661 je bilo kmalu po njegovi smrti napisano Eligijevo življenje, ki omenja, da je prebivalstvo v frankovskih mestih zdesetkala kuga. Bedovih piše, da se je enako zgodilo Britanskem otočju leta 664. 
Med Klotarjevim regentstvom so Avstrazijci želeli imeti svojega kralja in Klotarjeva vlada je za njihovega kralja imenovala Klotarjevega brata Hilderika II..
Med Klotarjevo vladavino je umrl majordom Erhinoald. Skuščina Frankov je na njegovo mesto izvolila Elbroina. Ebroin je, po Bedovem pisanju, leta 668 vodil džavno zunanjo politiko in notranjo varnost. Liber historiae Francorum omenja samo štiri leta Klotarjeve vladavine, zato je mogoče, da je začel vladati šele leta 669, ko so njegovi mentorji menili, da je odrasel.

## Smrt
Umrl je spomladi leta 673. Pokopali so ga v baziliki Saint Denis v Parizu. Nasledil ga je brat Teoderik III..

## Zapuščina
Klotarja III. pogosto omenjajo kot prvega roi fainéant – brezdelnega kralja  iz merovinške dinastije. Najmanj zadnja štiri leta njegove vladavine se to trditvijo popolnoma ujemajo. 